# Constantin Tuleașcă

## Viața profesională
Este cunoscut mai ales pentru realizările sale in domeniul radiochirurgiei mini-invazive, prin tehnica Gamma Knife, dar și în neurooncologie și chirurgie spinala. 
A fost discipolul Profesorului Jean Régis, considerat o referință în domeniul radiochirurgiei mondiale, la CHU Timone, Marsilia, Franța (mai 2010 - octombrie 2011). 
În 2013, a primit premiul "Young Professional Award", din partea Societății Internaționale de Radiochirurgie . 
În 2015, a devenit primul român onorat cu un premiu (Auguste Secrétan) al Academiei Naționale de Medicină, Paris, Franța, pentru lucrările sale cu privire la tratamentul radiochirurgical al nevralgiei de trigemen .
În 2016, a fost selecționat în Campania "Oamenii Timpului", la secțiunea "Sănătate". 
În același an, a fost primul laureat al Premiilor Naționale "Negruzzi", la secțiunea "Sănătate"
În 2019, a primit unul din cele două Premii de Excelență anuale ale Universității din Lausanne, Facultatea de Biologie și de Medicină .
In 2022 a primit premiul Léon Baratz, DOCTEUR DAROLLES al Académie Nationale de Médecine 

## Viața personală
Este căsătorit cu Ana-Maria, medic chirurg pediatru la Spitalul Cantonal din Geneva. Au împreună un copil, Eric-Constantin.

## Publicații
Constantin Tuleașcă este autor sau co-autor a 150 de lucrări peer-reviewed, inclusiv în jurnale de prestigiu, cum ar fi "Brain","Lancet Oncology"  sau "New England Journal of Medecine". A prezentat sau co-prezentat, în format de prezentare orală sau poster, aproximativ 200 de comunicări științifice la congrese naționale și internaționale. Este autorul a 7 capitole de carte, în principal legate de radiochirurgia prin tehnica Gamma Knife .

## Legături externe
- https://www.ziaruldeiasi.ro/stiri/ieseanul-care-opereaza-cu-un-a-bisturiua-cu-raze-gamma-singurul-roman-premiat-de-elita-medicala-franceza--115813.html
- http://stiri.tvr.ro/constantin-tuleasca-un-neurochirurg-de-34-de-ani-din-iasi-recunoscut-pe-plan-international_69797.html#view Arhivat în 17 septembrie 2018, la Wayback Machine.
- https://stirileprotv.ro/stiri/1-decembrie/medicul-roman-care-la-35-de-ani-a-gasit-solutia-pentru-durerile-neurologice-parca-se-rupe-ceva-cand-pleci-din-tara.html
- https://adevarul.ro/locale/iasi/constantin-tuleasca-tanarul-neurochirurg-roman-impresionat-lumea-medicala-contributia-deosebita-adusa-tratamentul-durerii-1_572c79985ab6550cb89ec96b/index.html
- https://www.cotidianul.ro/constantin-tuleasca-neurochirurgul-care-a-invins-durerea-nevralgiei-de-trigemen/
- http://casa-romanilor.ch/de-vorba-cu-constantin-tuleasca-4705 Arhivat în 28 ianuarie 2018, la Wayback Machine.
- https://www.revue-horizons.ch/2018/03/08/des-rayons-gammas-soignent-les-tremblements/